# Бериксовые
Бериксовые (лат. Berycidae) — семейство морских лучепёрых рыб отряда бериксообразных.
Обитают в Атлантическом, Индийском, западной и центральной части Тихого океана на глубине от 200 до 600 м. Высокотелый берикс (Beryx decadactylus) длиной 50 см иногда заходит также в Северное море.
Большеглазые рыбы красноватого цвета. Максимальная длина тела составляет в зависимости от вида от 20 см до 1 м. Голова, особенно молодых рыб, покрыта колючками.

## Классификация
В семейство включают  2 рода и 10 видов:
- Род Beryx — Бериксы
  - Beryx decadactylus — Высокотелый берикс, или красный беркс
  - Beryx mollis
  - Beryx splendens — Низкотелый берикс
- Род Centroberyx — Центробериксы, или желтоглазые бериксы
  - Centroberyx affinis — Желтоглазый берикс, или наннигай
  - Centroberyx australis
  - Centroberyx druzhinini — Центроберикс Дружинина
  - Centroberyx gerrardi — Австралийский красный берикс, или красный австралоберикс
  - Centroberyx lineatus — Вилохвостый берикс, или вилохвостый австралоберикс
  - Centroberyx rubricaudus
  - Centroberyx spinosus — Южноафриканский центроберикс